# Boroldoy
Boroldoy (ryska: Боролдой) är en ort i Kirgizistan.   Den ligger i oblastet Tjüj Oblusu, i den norra delen av landet, 100 km öster om huvudstaden Bisjkek. Boroldoy ligger 1 279 meter över havet och antalet invånare är 4 050.
Terrängen runt Boroldoy är kuperad österut, men västerut är den platt. Runt Boroldoy är det glesbefolkat, med 10 invånare per kvadratkilometer. Närmaste större samhälle är Bystrovka, 13,6 km väster om Boroldoy. Trakten runt Boroldoy består i huvudsak av gräsmarker.